# Koperta officiosa
Koperta officiosa är en insektsart som beskrevs av Irena Dworakowska 1981. Koperta officiosa ingår i släktet Koperta och familjen dvärgstritar. Inga underarter finns listade i Catalogue of Life.